# Piazza della Transalpina
Piazza della Transalpina  (in sloveno chiamata ufficialmente (dal 1947 al 2008) trg Bohinjska Proga, che significa "piazza della linea ferroviaria di Bohinj"; dal 2008 rinominata in trg Evrope, che significa "piazza dell'Europa") è una piazza divisa tra i comuni di Gorizia (Italia) e Nova Gorica (Slovenia).
Nel lato sloveno della piazza si trova la stazione di Nova Gorica sulla ferrovia Transalpina.

## Descrizione

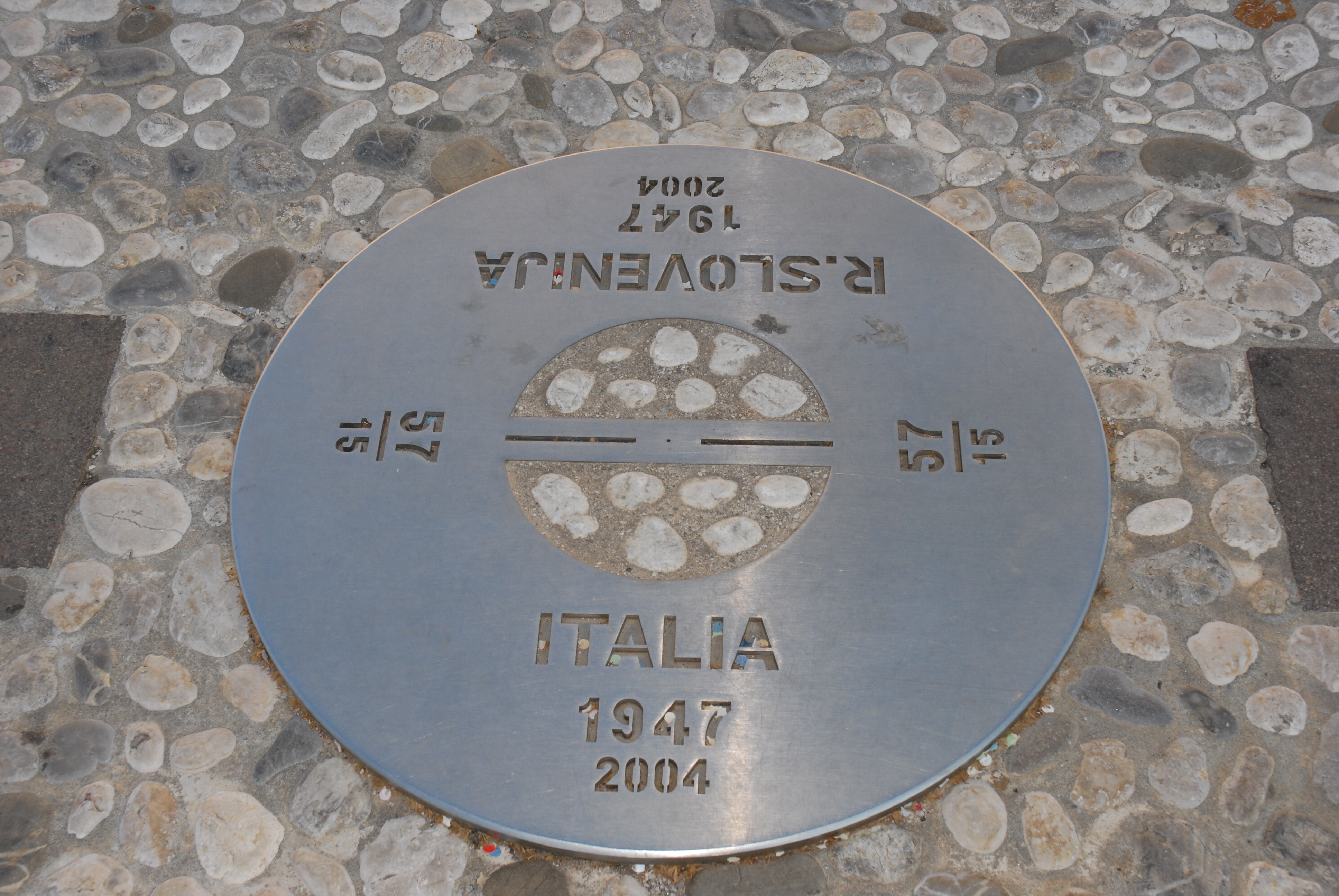
Segno del confine tra Italia e Slovenia nella piazza Transalpina

La piazza della Transalpina prende il suo nome dalla linea ferroviaria Jesenice-Trieste (impropriamente chiamata in italiano ferrovia Transalpina) di cui fa parte la stazione situata in territorio sloveno.
Questo tratto, che venne inaugurato dall'arciduca Francesco Ferdinando nel 1906, collega Trieste con Jesenice per poi addentrarsi nell'Europa Centrale.
In tempi moderni l'intera piazza appare ristrutturata in modo da formare un unico spazio pubblico dove è permessa la libera circolazione dei pedoni. In luogo della parte centrale del Muro di Gorizia che divideva la piazza c'è un mosaico circolare e il confine di stato – rimossa la barriera fisica – è ora indicato da una linea di mattonelle di pietra.
In seguito al ridisegno della piazza è stato proposto dalla Slovenia di rinominare l'area in piazza dell'Europa Unita, ma tale proposta non ha avuto seguito.
Per la sua simbolicità, l'area viene sovente utilizzata per l'organizzazione di manifestazioni ed eventi di respiro internazionale.

## Storia

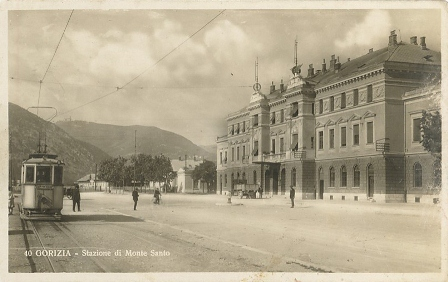
La stazione con il capolinea delle tranvie di Gorizia

Fra il 1909 e il 1935 l'area di fronte al fabbricato viaggiatori di stazione ospitò il capolinea settentrionale della rete tranviaria di Gorizia.
In seguito al trattato di Parigi la piazza venne divisa tra Italia e Repubblica Socialista Federale di Jugoslavia, dal 1991 è divisa tra Italia e Slovenia.
Fino al 22 dicembre 2007, data d'ingresso della Slovenia nell'area degli accordi di Schengen, la libera circolazione era possibile solo all'interno della piazza anche se la recinzione confinaria in quel tratto venne eliminata già nel 2004.

## Galleria d'immagini

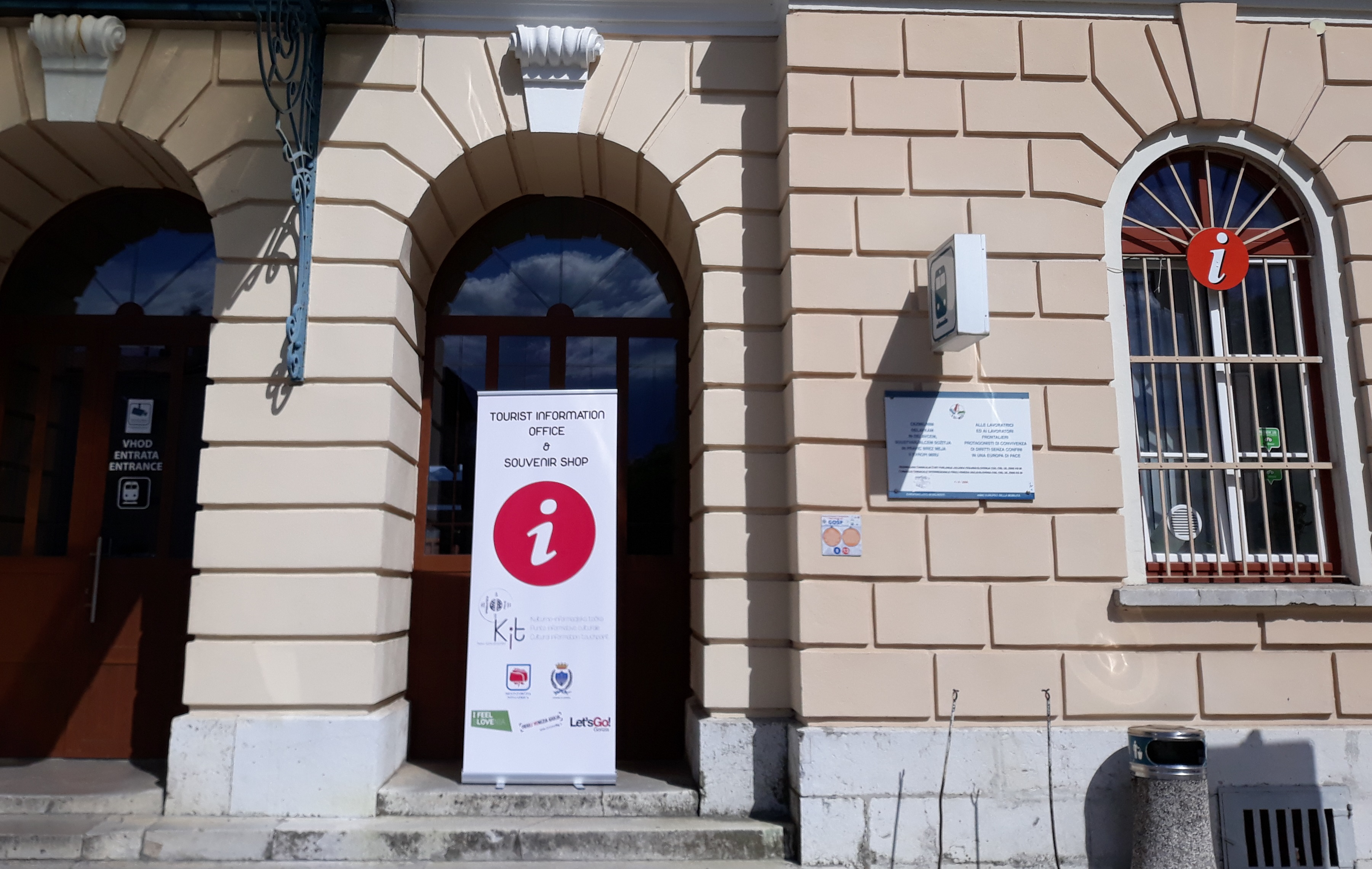
Il punto informativo turistico transfrontaliero in piazza Transalpina
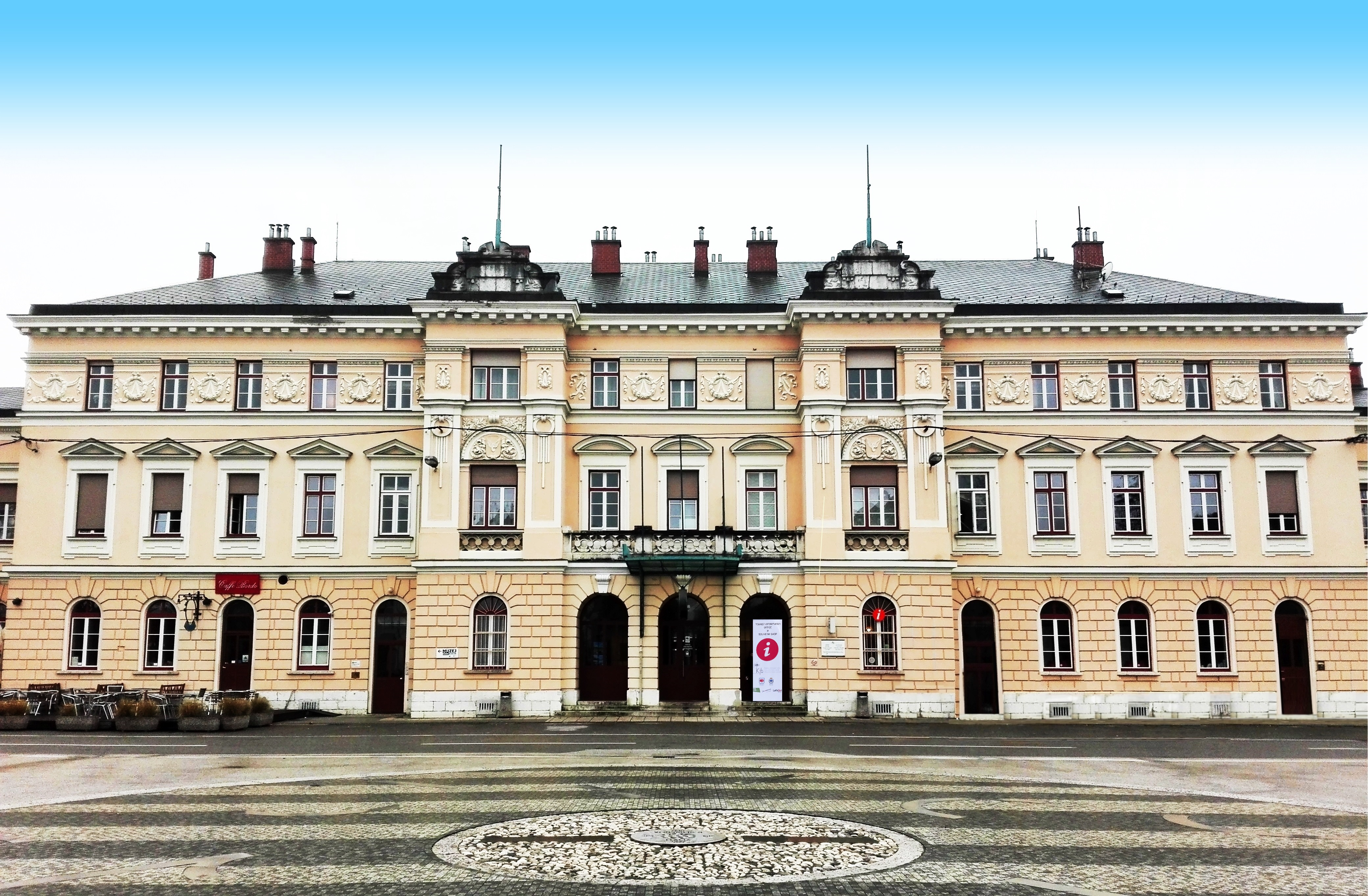
La stazione ferroviaria della Transalpina, oggi in territorio sloveno.
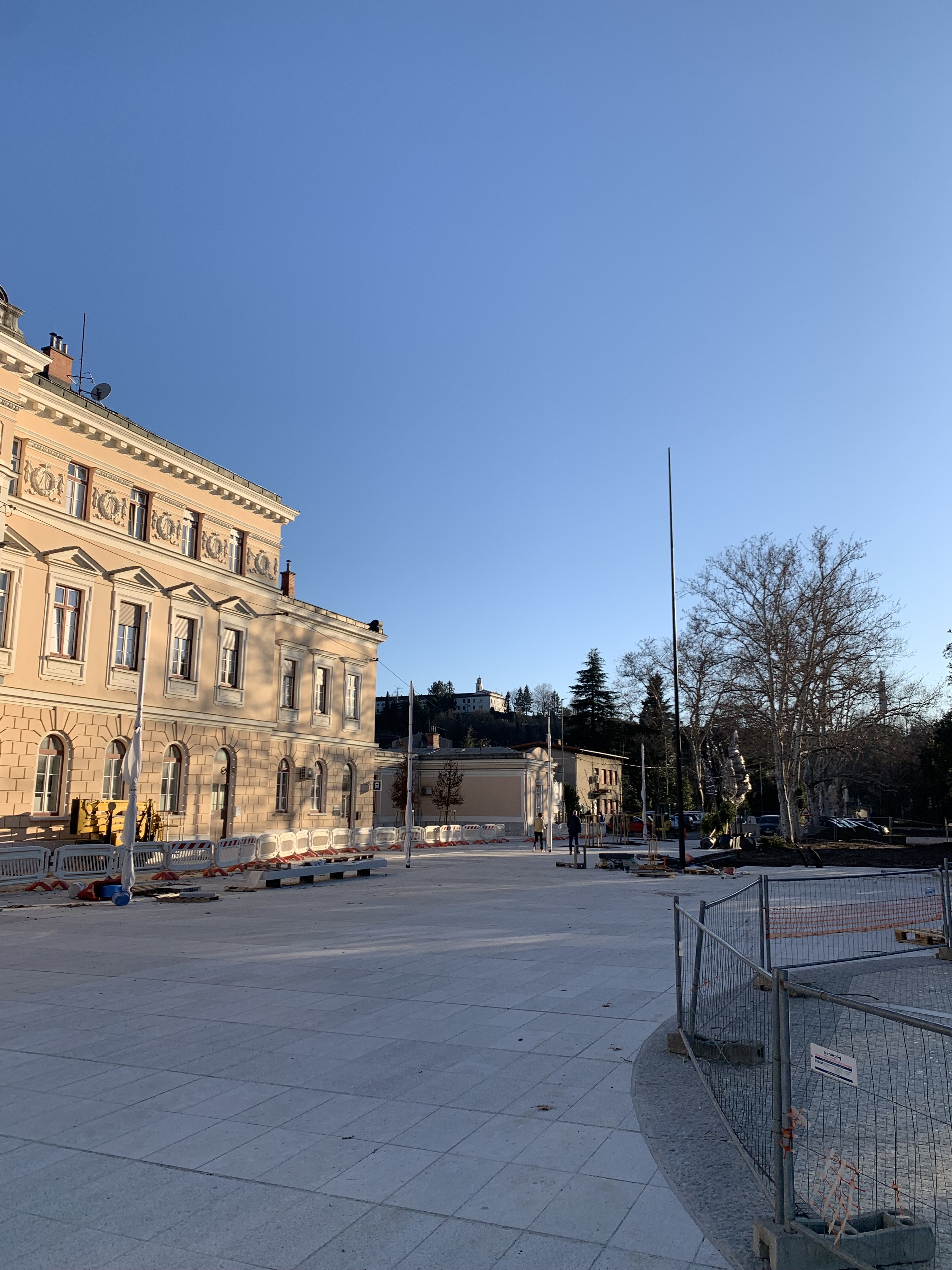
Piazza Transalpina lavori per GO2025 img 0195 Capitale Europea della Cultura